# Doctor en los Alpes
Doctor en los Alpes (Der Bergdoktor) es una serie de televisión alemana de tema médico. Se trata de una nueva versión de la serie alemana y austriaca Der Bergdoktor (1992-1997). Ambas se basan en la exitosa serie de novelas del mismo nombre, escritas por Uwe Helmut Grave. La serie se ha transmitido en ORF 2 y ZDF desde 2008. En España se emite en Nova y en TV3.

## Argumento

### Temporada 1
El Dr. Martin Gruber nació y se crio en Ellmau, pero vive en Nueva York donde trabaja como médico. Por el 60 cumpleaños de su madre Lisbeth, decide realizar una visita sorpresa a Austria y descubre que Sonja, la esposa de su hermano menor Hans, murió en un accidente automovilístico unos días antes. La familia intentó comunicarse con él en Nueva York, infructuosamente.  
El Dr. Roman Melchinger, médico del pueblo y mentor de Martin, quiere que Martin se quede aunque esté decidido a regresar a los EE. UU. Su decisión cambia cuando Roman le cuenta un secreto: poco antes de su muerte, Sonja le confió a Roman que su hija de 11 años —y aparentemene de Hans—, Lilli, es en realidad hija biológica de Martin. Hay una discusión entre los dos hermanos. Cuando Lilli se entera de que ella es la hija de Martin se escapa a la montaña. Martin y Hans deciden dejar de lado el pasado para encontrar a Lilli. 
Poco tiempo después, Julia Denson, la prometida norteamericana de Martin, que vive y trabajaba con él en Nueva York, aparece en Ellmau. Cuando se entera de que Martin planea quedarse en Austria se separan amigablemente. Martin pronto se enamora de Susanne, propietaria de la posada del pueblo, que está casada. 
Por otra parte, Lisbeth, la madre de Martin y Hans se encuentra con un viejo amor, Julius, un fotógrafo que viaja por todo el mundo; este le pide a Lisbeth que vaya a Vietnam con él. Lisbeth decide dar la espalda a Julius por el momento.

### Temporada 2
Martin se entera de que Jörg el marido de Susanne ha vuelto. Pero hay problemas más serios: el granero de los Gruber empieza a arder y Lilli se encuentra dentro, con un amigo que se ha escapado de casa. Los niños logran salvarse, pero el granero con toda la maquinaria agrícola queda destruido. La compañía de seguros no quiere pagar y además el director del banco quiere vengarse de la familia Gruber por un antiguo asunto. 
Jörg tiene un accidente en el lago y lo llevan al hospital. Martin consulta el caso con su exnovia Julia Denson, algo que pone celosa a Susanne.  
La situación financiera de los Gruber llega a un punto crítico. El director del banco continúa negándose a otorgar un préstamo. Martin intenta conseguir trabajo en un hospital de Múnich para pagar gradualmente la deuda; también le pide a Susanne que vaya con él, pero ella prefiere quedarse cuidando de Jörg. 
El director del banco sufre un accidente escalando y es rescatado por Martin y Hans, quienes trabajan como voluntarios en rescates de montaña. Así se olvida el resentimiento. 
Por su parte, Hans está enamorado de la maestra Klara Hoffmann, pero las hijas de ambos, Sarah y Lilli, no se entienden en absoluto. Martin también conoce a la abogada Andrea Junginger. Al final de la temporada Susanne está embarazada, pero se desconoce si el bebé será de Jörg o de Martin.

### Temporada 3
Andrea, sintiéndose engañada por el embarazo de Susanne, deja a Martin. Mientras tanto, Hans intenta entenderse con Arthur Distelmeier, quien está usando pesticidas junto a los campos de cultivo orgánico de los Gruber. Arthur se cae por un risco. Hans intenta rescatarlo, pero Arthur se altera muchísimo y pone en riesgo la vida de los dos. Hans lo suelta y Arthur es llevado al hospital con lesiones graves, por lo que Hans es arrestado por intento de homicidio involuntario. Con la ayuda de Andrea y Martin, pronto sale de la cárcel. 
La prueba de paternidad del bebé de Susanne dictamina que Jörg es el padre pero debido a un malentendido, Jörg piensa que Martin es el padre y se despide con una carta a Susanne en la que dice que se va a Kiel. Susanne quiere deshacer el malentendido; al ir a buscarlo, tiene un accidente en su automóvil y pierde al bebé que espera.  
Lisbeth trae a un admirador a casa: el crítico de restaurantes Klaus Hellmann, pero este amor dura poco tiempo, ya que Lisbeth está decepcionada por las maquinaciones de Klaus. Mientras tanto, Hans discute con Klara a raíz de su posible boda. 
Por otra parte, el pequeño Jonas Ellert pierde a sus padres en un accidente de montaña y Martin le lleva a su casa ya que su último pariente vivo, su tío, no quiere hacerse cargo. Martin convence a Susanne para lo cuide y poco después el niño comienza a hablar de nuevo. 
En cuanto a Andrea, recibe una oferta de trabajo en Viena y debe pasar en la capital unas semanas. Julia Denson, la ex prometida de Martin, viene de los EE. UU. para realizar una operación, pero se enferma y Martin la cura. Los dos duermen juntos antes de que Julia vuelva a su país y Martin decide no contarle eso a Andrea por el momento. Su conciencia culpable lo atormenta, pero tampoco quiere perderla. Finalmente, Andrea encuentra un SMS de Julia en el teléfono celular de Martin y se separa de él.
Después de largas discusiones, Hans y Klara deciden la fecha de la boda. La temporada finaliza cuando Andrea le concede a Martin una nueva oportunidad a Martin, pero es atropellada por un automóvil al cruzar una calle de Viena.

### Temporada 4

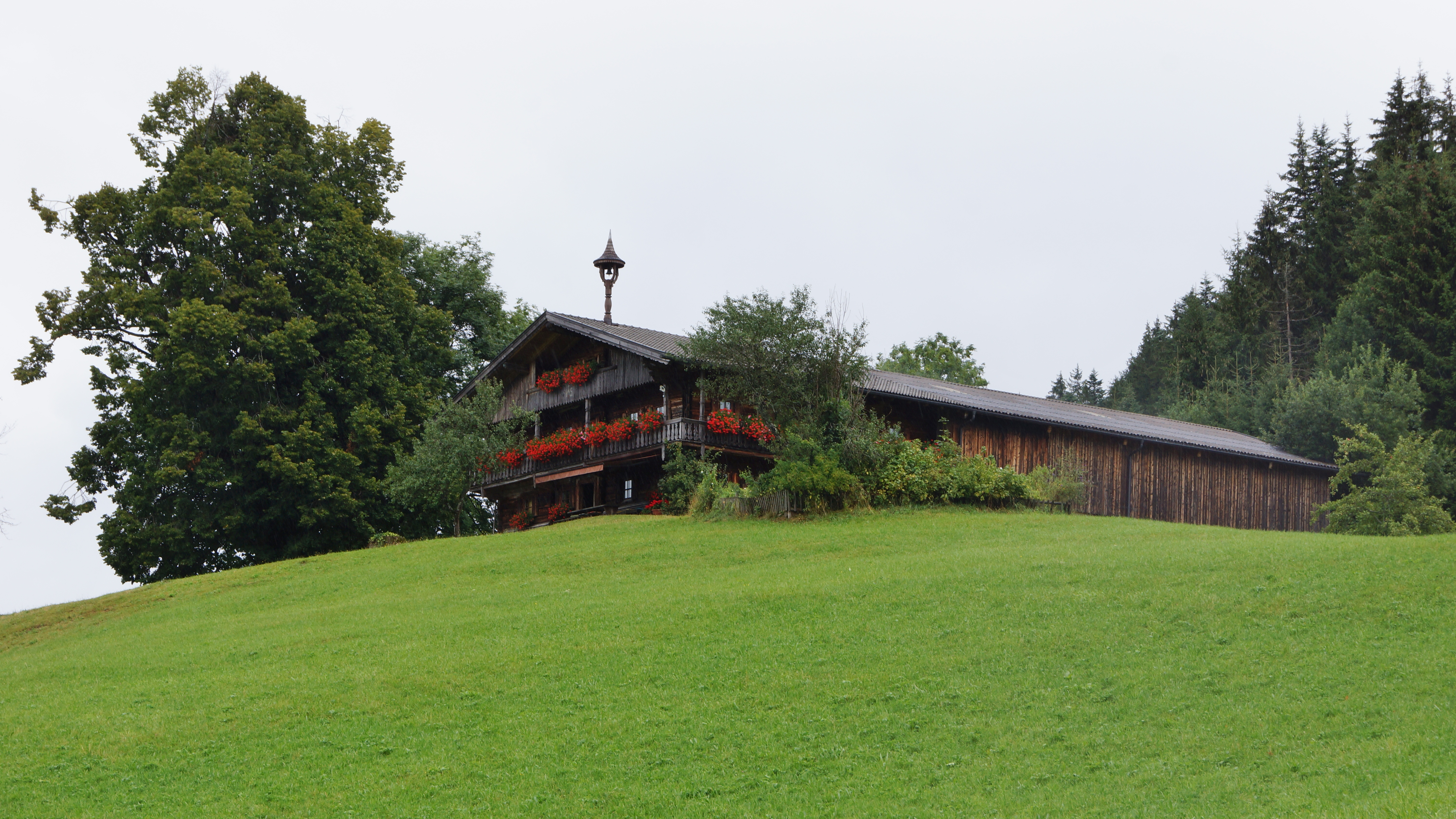
La casa de los Gruber en la serie.

La boda de Hans y Klara se cancela debido al accidente de Andrea. Martin está muy preocupado por su novia, pero se dedica a trabajar para distraerse. Andrea es transferida al hospital de Hall y permanece en coma durante dos días. Finalmente, se despierta brevemente y se queja de un fuerte dolor de cabeza. Entre otros pacientes, Martin trata a dos gemelos recién nacidos que necesitan un hígado nuevo dentro de las 24 horas siguientes. Andrea se entera de que probablemente no sobrevivirá a sus lesiones y finalmente se "sacrifica" para que los gemelos vivan. 
Por otra parte, Hans y Klara discuten sobre la presencia en Ellmau de Peter, exmarido de Klara, que vive en Roma. Sarah, la hija de Klara, quiere pasar un año con él, Klara decide acompañarla durante las primeras semanas. Martin está devastado después de la muerte de Andrea. Al principio no deja que nadie se acerque, pero la situación mejora un poco después de una conversación con Lisbeth, quien le confía que ella sintió lo mismo después de la muerte del padre de Martin. Susanne también parece querer acercarse a Martin nuevamente. 
Durante una operación de rescate, Hans se estrella y se rompe la pierna. El Dr. Kahnweiler logra salvarle la pierna, pero piensa que Hans nunca podrá volver a caminar correctamente. Hans pronto deja la rehabilitación, desmotivado porque Klara decide quedarse con Sarah en Roma. Debido a la incapacidad de Hans para el trabajo agrario, la granja comienza a empeorar financieramente y Hans considera venderla a Arthur Distelmeier.  
Martin comienza una relación con la ginecóloga Lena, quien oculta tener un esposo gravemente enfermo. El esposo de Lena descubre que Lena y Martin tienen una relación; en lugar de enfadarse, visita a Martin para pedirle que lo inscriba en un estudio estadounidense que ofrece cierta posibilidad de cura para su enfermedad. Lena está en contra del estudio por la baja proporción de éxito. 
Tras discutir con su hijo Hans, Lisbeth abandona la granja y se muda con Susanne, a la que ayuda en la casa de huéspedes y el restaurante. Lilli está enamorada y siempre llega tarde a casa, lo que dificulta la relación con sus padres. Además, quiere pasar una noche con su novio Mario, pero sus padres no se lo permiten. Hans se enamora de Susanne, quien también siente algo por él; el problema es que Hans todavía sigue comprometido con Klara, aunque sigue en Roma sin intenciones claras de volver. Lisbeth rechaza una oferta para trabajar como gerente de un restaurante porque se da cuenta de cuánto la necesita su familia y regresa a la granja. El marido de Lena empeora de su enfermedad.

### Temporada 5
Hans ahora disfruta de su relación con Susanne, quien le pide que comunique a Klara la nueva situación. Cuando Hans finalmente escribe una carta a Roma, Klara aparece en Ellmau y supone que su compromiso con Hans sigue en pie. Hans no aclara nada y todo se complica. Lilli prefiere ir con Mario que ir a la escuela; debido a las muchas horas que falta corre el riesgo de suspender. Lilli está en un mar de dudas sobre si debe o no acostarse con Mario. 
Lena se ha separado de su esposo y tiene una relación con Martin. Sin embargo, ella misma se enferma y tiene problemas cardíacos que no parecen tener ningún motivo médico, Martin piensa que puede ser el síndrome del «corazón roto» y la deja porque asume que la separación de Tom le rompió el corazón. Susanne rompe con Hans y Klara quiere volver con él. Finalmente, Hans le explica a Klara que su amor acabó cuando ella se quedó en Roma más del tiempo previsto inicialmente. Susanne y Hans se encuentran de nuevo. 
La relación entre Lilli y Mario también es turbulenta y Lilli se separa de él cuando le comenta que nunca tendrá hijos, mientras que ella sueña con una familia numerosa. Martin la convence de que es demasiado temprano para esas conversaciones y que Mario puede cambiar de opinión con el tiempo, con lo cual los dos jóvenes se reconcilian. Martin recibe una oferta de Nueva York para trabajar como consultor y decide ir durante al menos medio año, pero en el último minuto cambia de opinión y se queda en Ellmau. El marido de Lena muere repentinamente. 
Hans y Susanne ahora están muy felices el uno con el otro, prácticamente han adoptado a Jonas, el niño huérfano. Debido a un malentendido Jonas se escapa a las montañas, pero le encuentran. Susanne está embarazada pero el feto es diagnosticado con el síndrome de Freeman-Sheldon y Lena aconseja que interrumpan el embarazo urgentemente, de lo contrario la vida de Susanne correría peligro. Afortunadamente, el diagnóstico es erróneo.

### Temporada 6
Martin Gruber conoce a Anne Meierling, que ha regresado a Ellmau después de años en Francia, y los dos se enamoran perdidamente. Pero Anne es la hija del archirrival de los Gruber, Arthur Distelmeier, quien además tiene especial animadversión por Martin.
Anne ayuda a su padre en las gestiones de la granja; encuentra un antiguo pagaré entre los Gruber y los Distelmeier por el que los primeros deben abonar la suma del préstamo con los intereses de 30 años o entregar los dos campos que quedaron como garantía. Esto hace peligrar la viabilidad de la granja Gruber. Gracias a la intervención de Martin se negocia un nuevo contrato de arrendamiento, pero Arthur pone la condición de que Martin se mantenga alejado de Anne. Martin se aleja, pero Lisbeth convence a Arthur de que no se interponga en el amor de su hija. 
Susanne y Hans se convierten en padres de la pequeña Sophia; se plantean vivir en la granja y vender la casa de huéspedes "Wilder Kaiser" pero, en el último momento, Susanne rechaza la oferta de compra y se queda en el pueblo.
Por su parte, Lilli se enamora del cantante Carsten y se separa de Mario. El Dr. Kahnweiler y la Dra. Vera Fendrich, la hija del director del hospital, se conocen e inician una relación.

### Temporada 7
Martin quiere comenzar una nueva vida con la hija de Arthur, Anne, pero las disputas con su malhumorado padre siguen y Anne acaba mudándose con los Gruber, mala idea. 
En la relación de Hans y Susanne hay cada vez más crisis y vuelven a separarse. 
Arthur Distelmeier se da a la bebida y tiene que ir a una clínica de rehabilitación. Como ya no puede manejar la granja por sí mismo, se la deja a Anne. Martin se da cuenta de que Arthur siempre estará entre él y Anne. 

### Temporada 8
Martin se sumerge en una profunda crisis después de perder a una niña de 16 años durante un rescate por avalancha. Martin comienza a dudar de sí mismo, deja el servicio de rescate y se va de Ellmau. Preocupado por las pesadillas y los sentimientos de culpa, se retira a un pueblo solitario de montaña. Allí, al principio, finge ser geólogo, pero poco después conoce a un niño con síntomas de parálisis y logra tratar al niño. Aunque incluso había planeado abandonar su práctica, regresa a Ellmau y le pide disculpas al padre de la chica muerta. La temporada termina con la muerte de Arthur Distelmeier en un incendio en su granja causado por un cigarrillo.

### Temporada 10
Anne quiere trabajar en la granja de los Gruber, pero Martin, tozudamente, se niega. Susanne recibe una oferta para ir a Viena. Lisbeth está buscando a una mujer para Hans en un portal de citas.  

### Temporada 11
Lisa se lastima en un recorrido por la montaña. De camino a la clínica, Martin y ella quedan atrapados en una avalancha. Lilli comienza el aprendizaje médico con Martin. Después de muchos años, aparece el tío Ludwig Gruber, quien había tenido una relación con Lisbeth, la madre de Martin y Hans Gruber, e indirectamente responsable de la muerte de su hermano. Hans le proporciona trabajo a Ludwig en la granja, Martin se encarga de la salud de Ludwig. Vera descubre por accidente que Jens-Torben podría ser el hijo de Alexander. Se supone que Ludwig se mudará a Viena para un estudio médico. Ludwig le compra a Lilli un automóvil con el que los dos sufren un accidente. 

### Temporada 12
Un recorrido de esquí con los amigos de Martin termina en una avalancha. Ludwig reclama su herencia. Los Gruber pierden un importante cliente y reciben una oferta para vender la granja. Martin tiene una aventura con la farmacéutica Franziska. Hans quiere vender el Gruberhof y mudarse con Susanne. La unión de la familia está a punto de terminar debido a la venta de la granja planeada por Hans. Pero luego se abre una solución porque Anne acepta arrendarla con todos los miembros de la familia. Después Martin tiene que abandonar Ellmau.

## Reparto

### Reparto actual
| Actor              | Personaje en la serie                           | Temporada/s | Descripción del papel                                                                                 |
| ------------------ | ----------------------------------------------- | ----------- | --- |
| Hans Sigl          | Dr. Martin Gruber                               | 1-          | El médico de montaña, personaje principal de la serie.                                                |
| Heiko Ruprecht     | Hans Gruber                                     | 1-          | Hermano del Dr. Martin Gruber y propietario del Gruberhof; al final, socio de Susanne.                |
| Monika Baumgartner | Elisabeth Gruber                                | 1-          | Madre de Martin y Hans Gruber, abuela de Lilli y cabeza de la familia Gruber.                         |
| Ronja Forcher      | Lilli Gruber                                    | 1-          | Hija de Hans Gruber, hija biológica del Dr. Martin Gruber y nieta de Elisabeth Gruber                 |
| Natalie O'Hara     | Susanne Dreiseitl                               | 1-          | Propietaria del hostal "Wilder Kaiser".                                                               |
| Mark Keller        | Dr. Alexander Kahnweiler                        | 1-          | Médico principal del hospital en Hall, amigo del Dr. Martin Gruber, esposo de la Dra. Vera Fendrich   |
| Rebecca Immanuel   | Dra. Vera Fendrich                              | 6-          | Doctora del hospital en Hall, esposa del Dr. Kahnweiler.                                              |
| Ines Lutz          | Anne Meierling                                  | 6-          | Granjera, hija de Arthur Distelmeier —tiene el apellido de su madre, que nunca se casó con su padre—. |
| Luis Immanuel Rost | Jens-Torben Kahnweiler-Fendrich, nacido Schmidt | 10-         | Hijo adoptivo del Dr. Kahnweiler y la Dra. Fendrich.                                                  |
| Simone Hanselmann  | Franziska Hochstetter                           | 11-         | Propietaria de la Farmacia en Hall.                                                                   |
| Andrea Gerhard     | Linn Kemper                                     | 12-         | Auxiliar de enfermería en la clínica del Dr. Martin Gruber.                                           |
| Annika Ernst       | Dra. Johanna Rüdiger                            | 14-         | Médico en el hospital de Hall.                                                                        |
| Timon Ballenberger | Robert Schwarz                                  | 14-         | Bombero, amigo de Lilli.                                                                              |

### Reparto anterior
Ordenado por el número de la última temporada en que participó. 
| Actor                         | Personaje en la serie          | Temporada | Descripción del papel                                                                                           |
| ----------------------------- | ------------------------------ | --------- | --- |
| Mareike Fell                  | Christina Pagel                | 1         | Enfermera en el hospital de Hall; luego auxiliar de la clínica del Dr. Gruber.                                  |
| Gerd Silberbauer              | Julius Hofmeister              | 1         | Antiguo amor de Lisbeth.                                                                                        |
| Jörn Hinrichs                 | Günther                        | 1-2       | Trabaja en el servicio de rescate de montaña.                                                                   |
| Hermann Giefer                | Franz                          | 1-2       | Trabaja en el servicio de rescate de montaña.                                                                   |
| Steffen Wink                  | Dr. Gerd Ohlmüller             | 2         | Gerente del banco donde la familia Gruber tiene sus asuntos financieros.                                        |
| Konstantin Graudus            | Jörg Dreiseitl                 | 1-3       | Marido de Susanne Dreiseitl.                                                                                    |
| Hansi Jochmann                | Monika Schneider               | 2-3       | Auxiliar en la clínica del Dr. Gruber.                                                                          |
| Michael Vogtmann              | Profesor Böning                | 2-3       | Director del hospital en Hall.                                                                                  |
| Tessa Mittelstaedt            | Dra. Andrea Junginger †        | 2-4       | Abogada, prometida de Martin Gruber.                                                                            |
| Anna Hippert                  | Sarah Hoffmann                 | 2-4       | Hija de Klara Hoffmann.                                                                                         |
| Nike Fuhrmann                 | Klara Hoffmann                 | 2-5       | Ex prometida de Hans Gruber.                                                                                    |
| Johannes Brandrup             | Tom Imhoff †                   | 4-5       | Marido de la Dra. Imhoff.                                                                                       |
| Pia Baresch                   | Dra. Lena Imhoff               | 4-5       | Ginecóloga del hospital en Hall.                                                                                |
| Sophia Thomalla               | Nicole Schneider               | 3-6       | Auxiliar en la clínica del Dr. Gruber.                                                                          |
| Mariella Ahrens Julia Richter | Julia Denson                   | 1-3 6     | Doctora en Nueva York, ex prometida del Dr. Gruber.                                                             |
| Dominik Nowak                 | Mario                          | 4-7       | Ex amigo de Lilli Gruber.                                                                                       |
| Gesine Cukrowski              | Caro                           | 8         | Ex amiga de Martin Gruber.                                                                                      |
| Timmi Trinks                  | Carsten                        | 6-8       | Ex amigo de Lilli Gruber.                                                                                       |
| Martin Feifel                 | Arthur Distelmeier †           | 3-4 6-8   | Padre de Anne Meierling; su granja es colindante con la de los Gruber.                                          |
| Elisabeth Baulitz             | Mia Thalbach                   | 7-8       | Profesora de Jonas; breve aventura con Hans Gruber.                                                             |
| Fabian Elias Huber            | Jonas Dreiseitl, nacido Ellert | 3-8       | Hijo adoptivo de Susanne Dreiseitl.                                                                             |
| Regula Grauwiller             | Rike Jäger                     | 9-10      | Empleada de la compañía de seguros agrarios; breve aventura con el Dr. Martin Gruber.                           |
| Anton Andreew                 | Lukas Jäger                    | 9-10      | Hijo de Rike Jäger.                                                                                             |
| Nicole Beutler                | Irena Bornholm                 | 7-11      | Auxiliar de la clínica del Dr. Gruber.                                                                          |
| Siegfried Rauch †             | Dr. Roman Melchinger †         | 1-11      | Anterior propietario de la clínica del Dr. Gruber; vive en el piso superior y le sustituye cuando es necesario. |
| Christian Kohlund             | Ludwig Gruber                  | 11-12     | Cuñado y examante de Elisabeth Gruber, tío de Martin y Hans Gruber.                                             |
| Gabriel Merz                  | Gregor Schachner               | 13        | Agricultor, socio comercial de Anne Meierling.                                                                  |

## Producción y rodaje.
La serie está producida por ndF, los socios de producción son ZDF y ORF. 
Los rodajes se realizan en el Tirol; en las ciudades de Ellmau, Going, Scheffau y Söll, con el telón de fondo de los Montes del Kaiser —Wilder Kaiser, en alemán— y en Schwaz, cincuenta kilómetros al oeste. 
- Clínica del Dr. Martin Gruber. El edificio, un chalet tradicional tirolés, se encuentra a las afueras de Ellmau y se puede visitar entre mayo y octubre.
- Granja y casa de la familia Gruber "Gruberhof". La granja «Köpfinghof am Bromberg», cerca de Söll, todavía se explota y habita en la vida real.
- Casa de huéspedes Wilder Kaiser. Las tomas exteriores de la posada son de la antigua tienda en la plaza del pueblo de Going. Las tomas interiores se realizan en el restaurante "Föhrenhof" de Ellmau.
- Pista de carreras. Stanglleit es una pista de esquí en Ellmau que funciona como una pista de carreras en invierno.
- Lago de montaña. El lago Hintersteiner See sirve como telón de fondo para numerosas escenas.
- Hospital en Hall. Se trata del hospital del distrito Welt en Schwaz. La unidad de cuidados intensivos, la habitación del hospital, el vestíbulo de entrada y el despacho del Dr. Kahnweiler se han instalado en un estudio en Ellmau desde 2013.

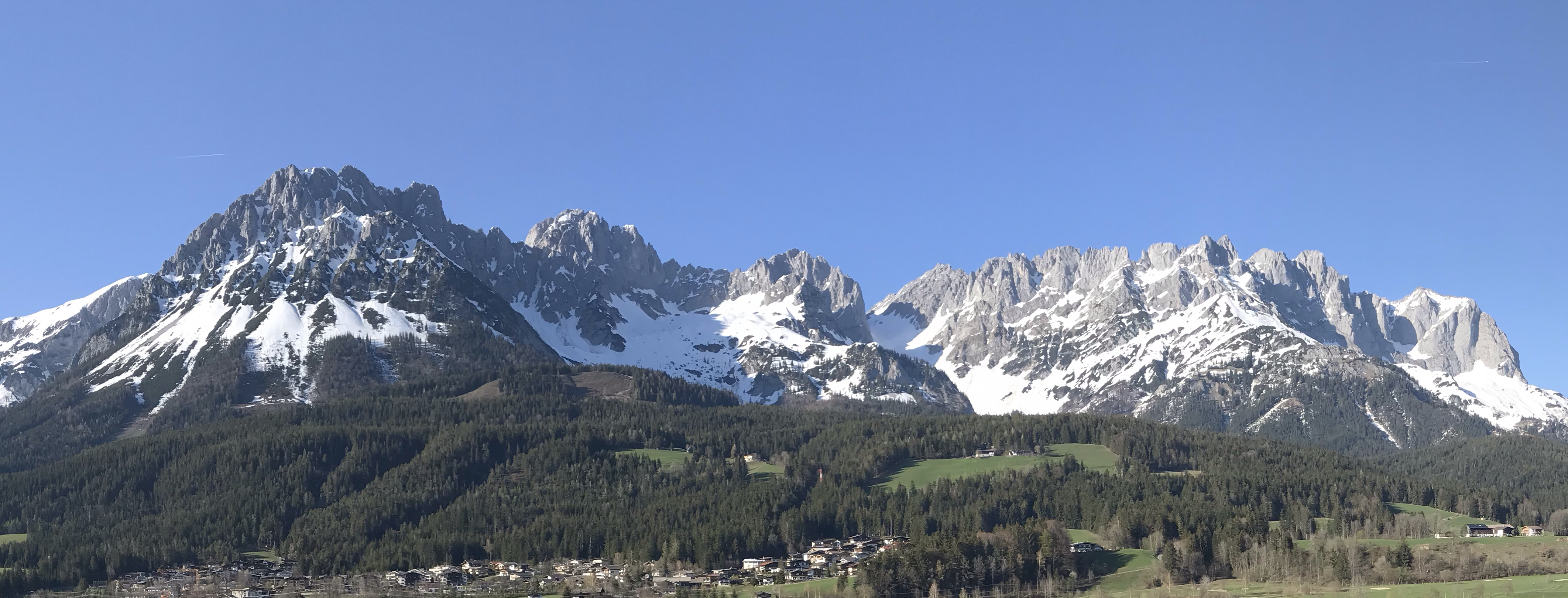
Los Montes del Kaiser (Wilder Kaiser) vistos desde Ellmau.
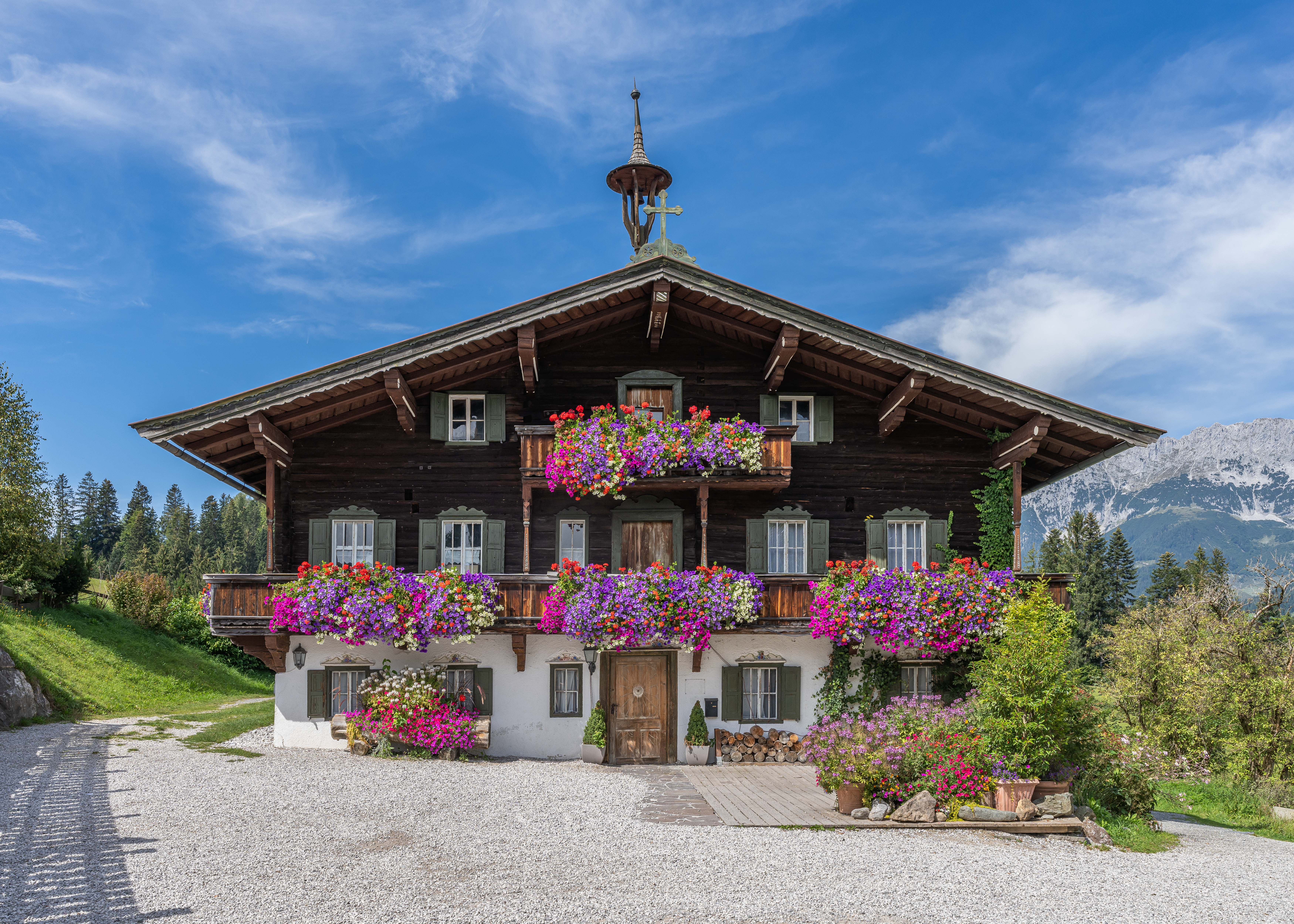
Granja "Hinterschnabl" en Ellmau (clínica del Dr. Gruber).
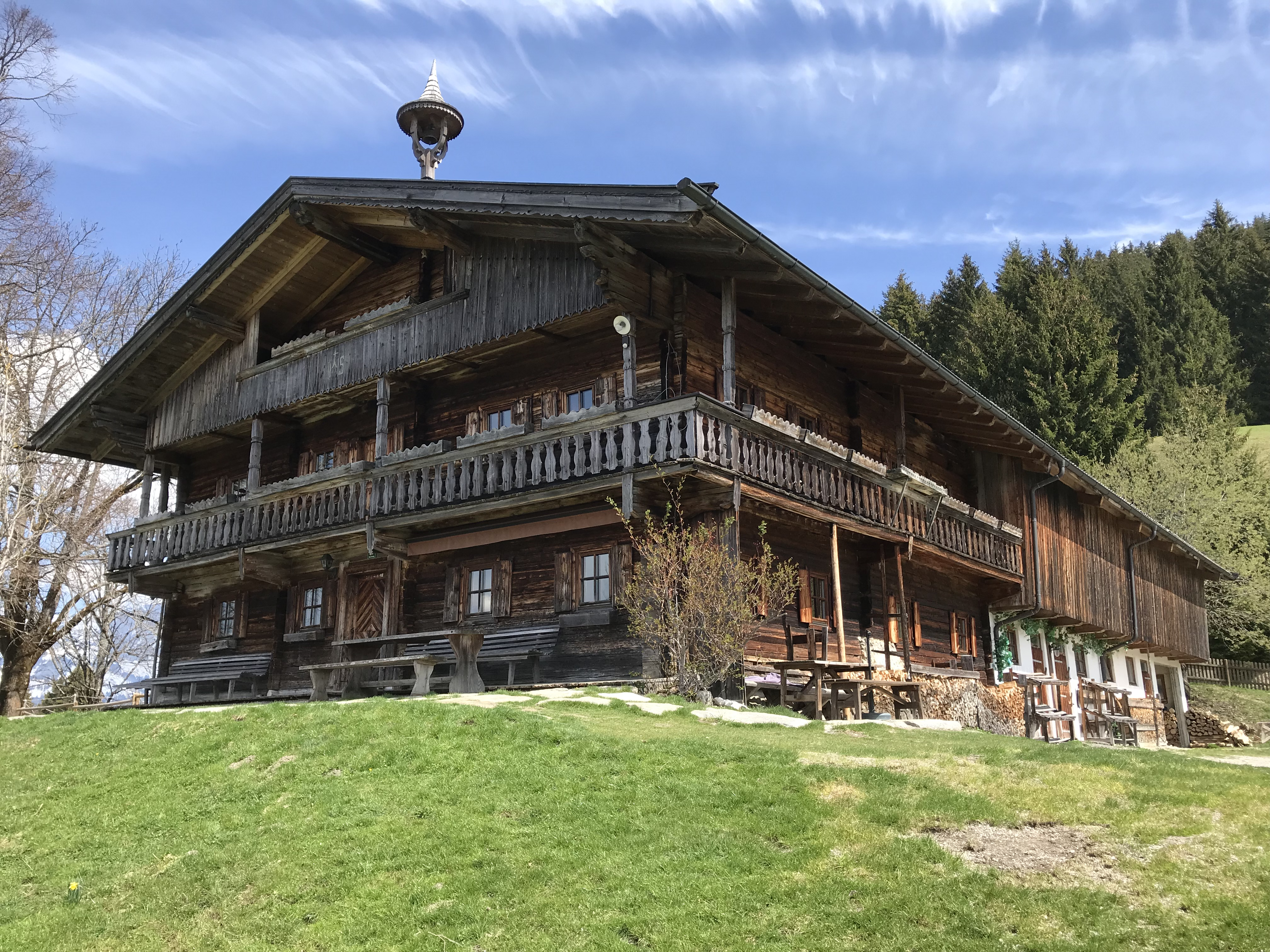
Granja "Köpfinghof am Söll" (casa de la familia Gruber "Gruberhof").
Plaza de Going con la casa de huéspedes "Wilder Kaiser" a la derecha.
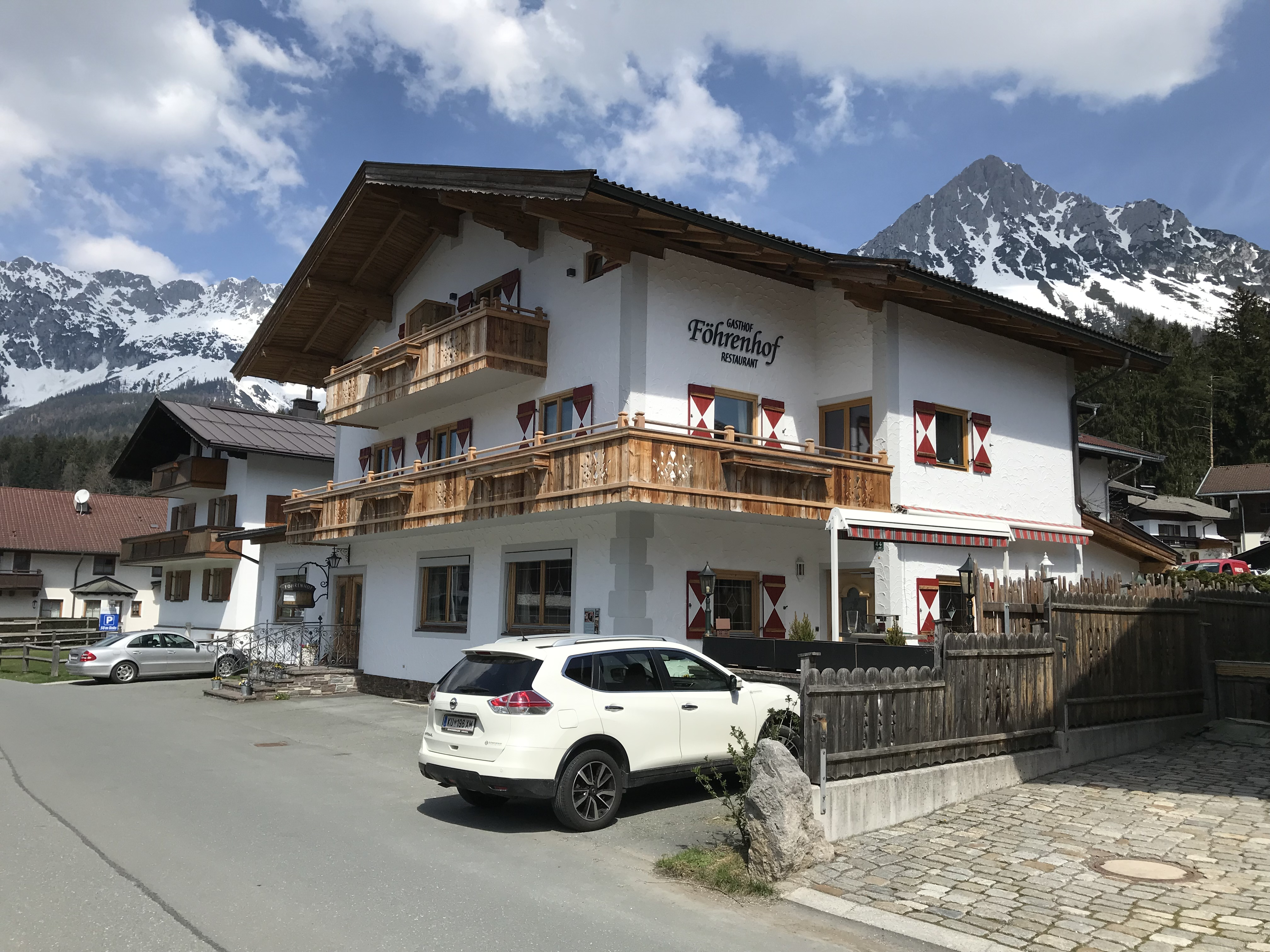
Restaurante "Föhrenhof" en Ellmau (interior de la casa de huéspedes "Wilder Kaiser").
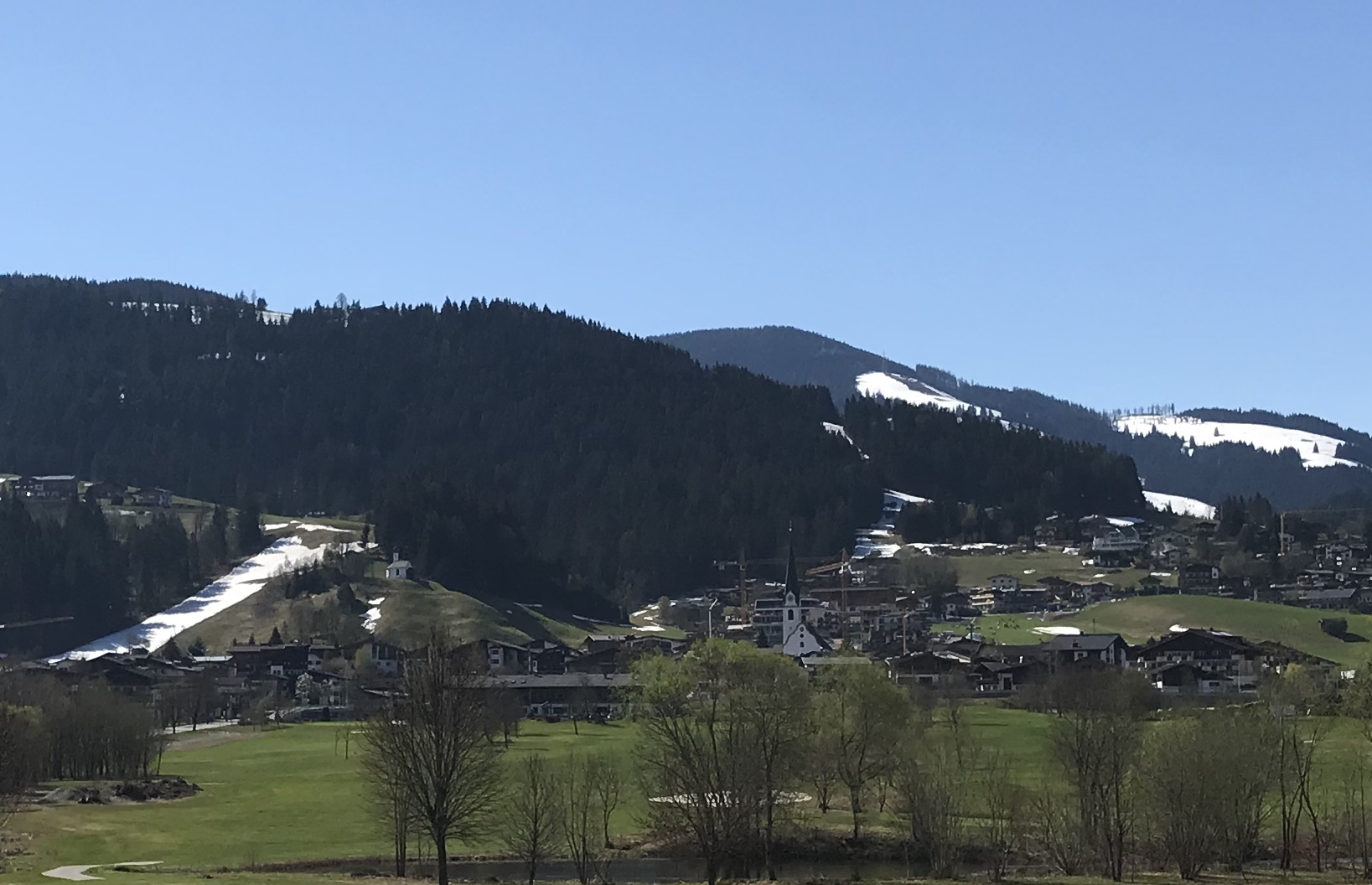
Pista de esquí "Stanglleit" (izquierda) en Ellmau.
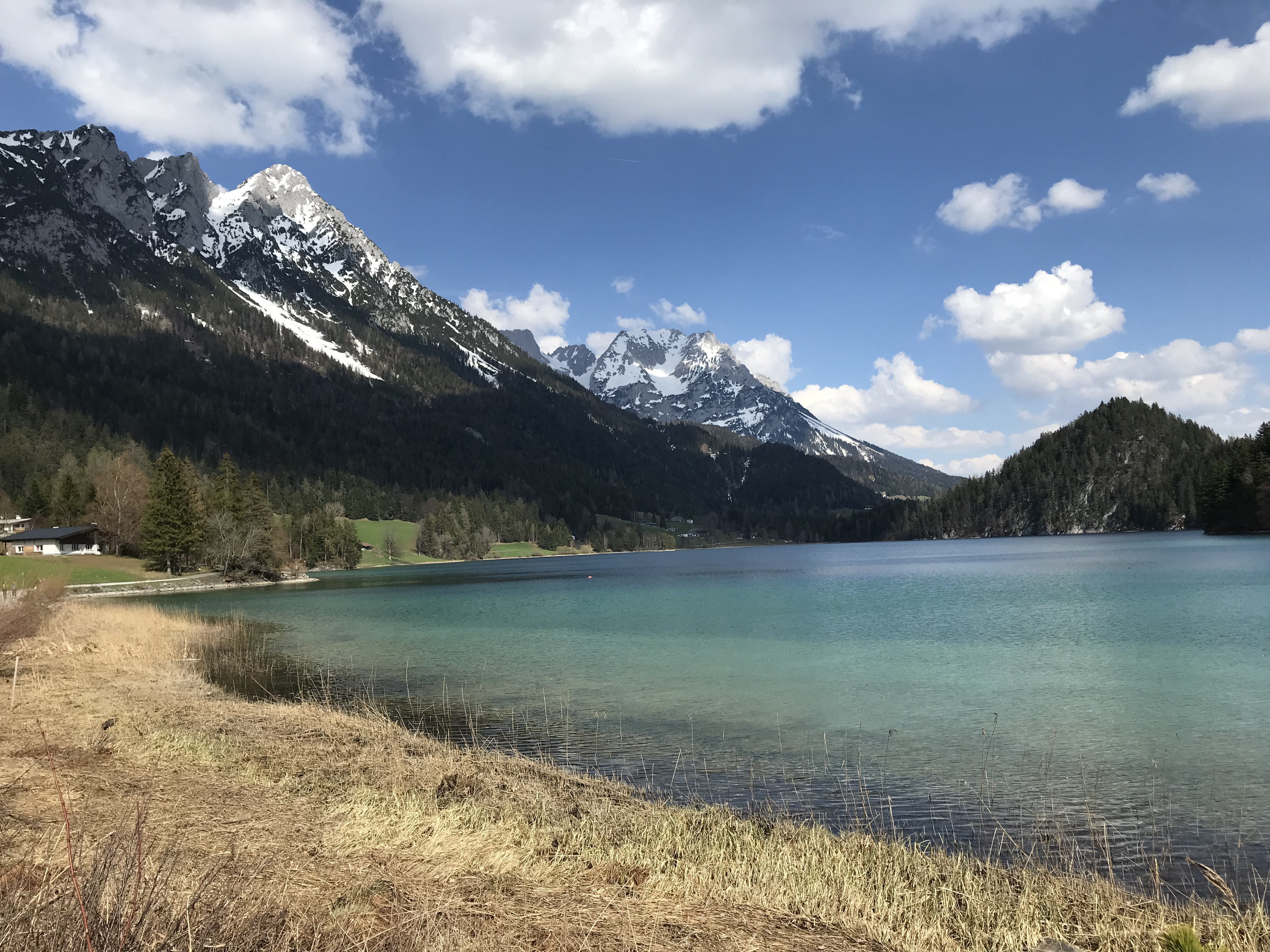
Lago "Hintersteiner See" en Scheffau.
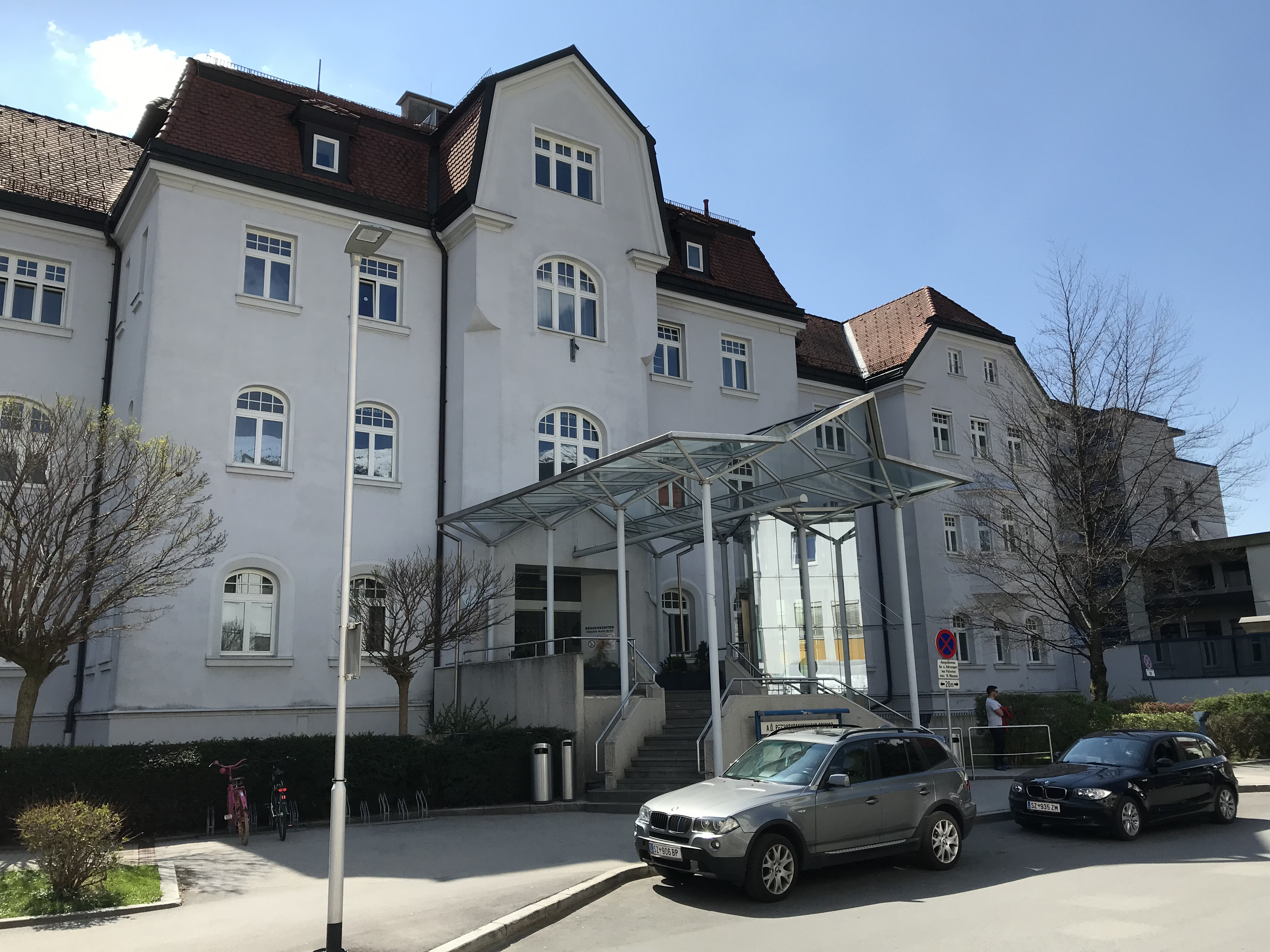
Hospital de Hall.
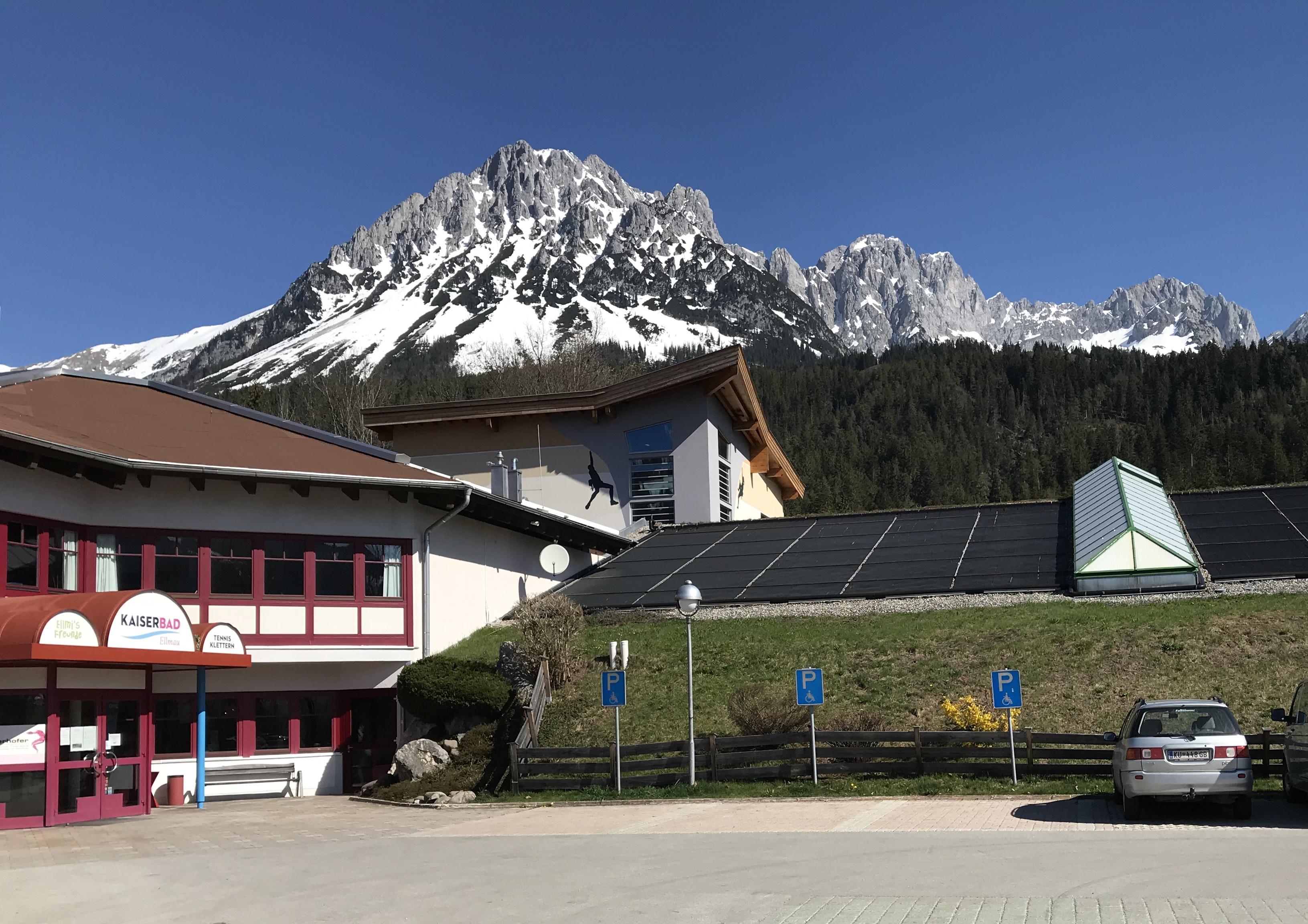
Edificio del estudio en Ellmau donde se ruedan los interiores del hospital.

## Recepción
En una revisión del German Medical Journal, la serie es criticada por ser un cliché y poco realista; en particular, el personaje principal lo sabe todo y corresponde a la "imagen clásica de un médico de viejas películas ".

## Premios
Dado que los lugares de rodaje también tuvieron un gran éxito en la industria del turismo, la asociación turística de la región de Wilder Kaiser recibió el premio de turismo Tirol Touristica en 2013.
La serie quedó primera en la votación pública de la Golden Camera de 2019.